# Dorfkirche Seebeck

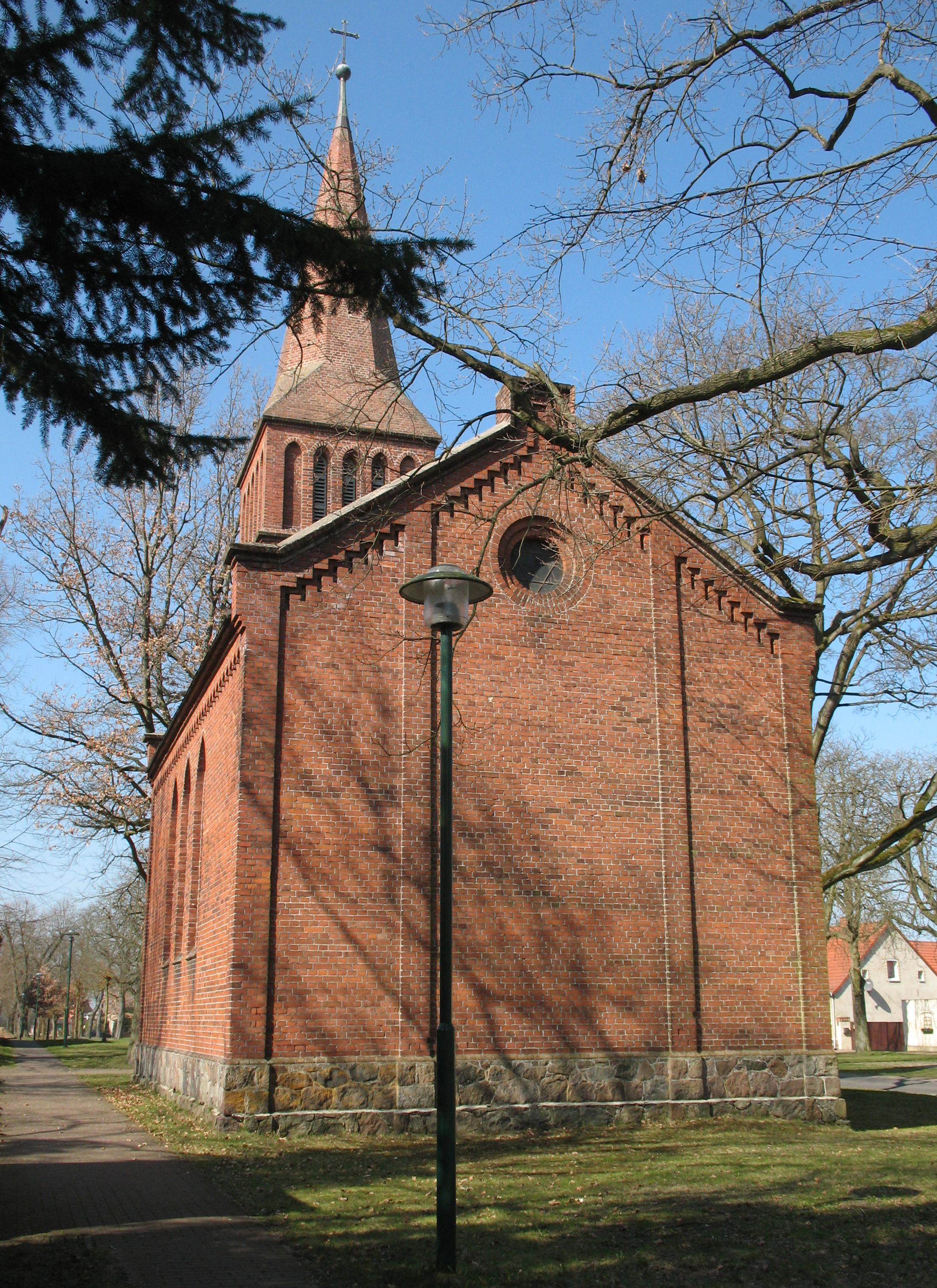
Dorfkirche Seebeck

Die evangelische Dorfkirche Seebeck ist eine Saalkirche in Seebeck, einem Ortsteil der Gemeinde Vielitzsee im brandenburgischen Landkreis Ostprignitz-Ruppin. Die Kirchengemeinde gehört dem Pfarrsprengel Herzberg-Lindow im Kirchenkreis Oberes Havelland der Evangelischen Kirche Berlin-Brandenburg-schlesische Oberlausitz an. Das Gebäude steht unter Denkmalschutz.

## Lage und Geschichte
Die Kirche befindet sich etwa in der Mitte des Ortes an der Dorfstraße. Ein Friedhof liegt südlich der Kirche und ist durch eine Feldsteinmauer von der Dorfstraße abgegrenzt. Die Kirche wurde bereits im Jahr 1541 als Mutterkirche erwähnt und gehörte zur Superintendentur Lindow-Gransee. Seit 1922 hat sie Tochterkirchen in Glambeck und Vielitz. Das Patronatsrecht besaß bis 1541 das Nonnenkloster Lindow, danach ging es auf den Landesherrn bzw. den Fiskus über. Im Jahr 1541 wurde ein Pfarrhaus mit zwei Hufen Land und einem Garten erwähnt.
Der rote Sichtziegelbau wurde 1863/64 errichtet und ersetzte einen älteren Fachwerkbau. Der Neubau wurde nach Entwürfen des Kreisbaumeisters Maaß unter der Bauleitung von Bauführer Täglichsbeck und mit Hilfe von Maurermeister Drescher und Zimmermeister Klagemann, beide aus Lindow, ausgeführt. Die Ziegelsteine stammten von den Vielitzer Ziegeleien Dambeck und Scherler. Im Jahr 1885 wurden die Holzdielen im Altarbereich ausgetauscht und 1899 wurde eine Heizung installiert. Ursprünglich hatte die Kirche drei Glocken, von denen 1917 zwei beschlagnahmt wurden. Im Jahr 1965 erfolgte eine Renovierung durch das Kirchliche Bauamt unter Kirchenbaurat Winfried Wendland. Der Turmhelm wurde 2000/2001 wiederhergestellt.

## Baubeschreibung
Die neogotische Saalkirche steht auf einem Feldsteinsockel und weist eine gerade Ostwand auf. Sie hat einen eingezogenen, hohen Westturm, dessen Turmschaft durch Ecklisenen, spitzbogige Öffnungen und Okuli gegliedert ist. Der Turmhelm ist oktogonal und besteht aus Ziegelmauerwerk. Die Wandfläche des Glockengeschosses ist durch hohe Spitzbogenfenster bzw. -blenden aufgelöst; unterhalb des Glockengeschosses befindet sich ein Zackenfries. Die Längsseiten des Schiffs haben jeweils drei hohe Spitzbogenfenster in dreifach abgetreppten Gewänden. Ein Traufgesims aus Formsteinen und ein Zackenfries schließen die Schiffswände ab. An der Ostseite gibt es bis zu den Giebelschrägen durchlaufende Lisenen und einen zentralen Okulus im Giebel mit einer Fensterteilung als Davidstern. Am Ortgang befindet sich ein ansteigendes abgetrepptes Gesims. Das Satteldach war ursprünglich mit Schiefer gedeckt, heute ist es mit Pappdeckung versehen.
Das Innere bildet ein schlichter Saal mit fünf raumhohen Spitzbogenblenden an der Ostseite und einem um zwei Stufen erhöhten Chorbereich mit Holzdielen. Die Westempore ruht auf abgefasten Holzstützen; die kassettierte Brüstung ist mit geschnitzten Vierpässen verziert. Die flache Decke ruht auf bauzeitlichen Querunterzügen, und darüber befindet sich eine Deckenverkleidung aus den 1960er-Jahren. Das darüber liegende Dach ist eine Firstsäulen-Hängekonstruktion. Die dreifarbigen Bodenfliesen im Mittelgang und vor dem Chorbereich sind als ungewöhnliches, dreidimensional wirkendes Würfelmuster verlegt.

### Ausstattung
Zur Kirchenausstattung gehört eine Kanzel aus dem Jahr 1864. Der oktogonale Kanzelkorb aus Holz ist mit Maßwerkblenden versehen und wurde im Jahr 1965 verkürzt. Die Taufe stammt ebenfalls aus dem Jahr 1864 und wurde von W. Koch in Potsdam als Zinkguss hergestellt. Der octogonale Schaft ist mit Maßwerkrelief verziert. Die Orgel wurde 1894 von Albert Hollenbach in Neuruppin gebaut und im Jahr 1982 von Ulrich Fahlberg (Eberswalder Orgelbauwerkstatt) generalüberholt und mit einem Elektrogebläse ausgestattet. Der fünfteilige Prospekt ist in der Mitte erhöht und verfügt über einfaches Maßwerkrelief. Die Bronzeglocke ist mit mehreren Rundschilden am oberen Rand versehen, u. a. mit der Kreuztragung und der Gefangennahme Christi. Es handelt sich wahrscheinlich um die Glocke aus dem Jahr 1821, die bereits im Inventar von 1914 verzeichnet war und inzwischen gesondert in der Denkmalliste verzeichnet ist.